# Stichting Martini Omroep
De Stichting Martini Omroep was tot 2022 de interne ziekenomroep van het Martini Ziekenhuis in Groningen. Ze was na de fusie van het Rooms Katholiek Ziekenhuis en het Diaconessenhuis ontstaan uit Studio '73 en Dizirao. De wortels van de omroep lagen in het jaar 1954, het jaar waarin pater Visser begon met een praatje en een plaatje voor de zieken. Na een aantal jaren werd de omroep een volwaardige ziekenomroep met dagelijks rechtstreekse radio- en wekelijks eigen televisie-uitzendingen. In de tijd dat de omroep niet op televisie uitzond, was de interne kabelkrant te zien.
Op 20 mei 2022 stopte de Martini Omroep. Het concept was ingehaald door de tijd, zo oordeelde de raad van bestuur.

## Verzoekplaten
Elke avond konden er verzoekplaten aangevraagd worden. Dit kon zowel telefonisch, schriftelijk als per e-mail. Het aanvragen van deze verzoekplaten, wat zowel door patiënten als bezoek gedaan kon worden, was een gratis service van de omroep.

## Weekprogramma
Iedere week gaf de omroep een programmablad uit, waarin alle uitzendingen op radio en televisie werden aangekondigd. Ook werd er nog wat extra informatie geboden. In beknopte vorm stond deze informatie ook op de eigen kabelkrant van de omroep.

## Vrijwilligers
Bijna elke ziekenomroep – zo ook de Martini Omroep – draait volledig met vrijwillige medewerkers, die er vaak veel vrije tijd in steken. Voor de Martini Omroep en zijn voorgangers zijn door de jaren honderden vrijwilligers bezig geweest de patiënten dagelijks van vele uren radio en televisie te voorzien.